# Polánka (Moravský Krumlov)
Polánka (německy Polanka) je vesnice, část města Moravský Krumlov v okrese Znojmo. Nachází se asi 3 km na sever od Moravského Krumlova. Prochází zde silnice II/152 a silnice II/413. Je zde evidováno 153 adres. Trvale zde žije 416 obyvatel.
Polánka leží v katastrálním území Polánka u Moravského Krumlova o rozloze 4,07 km2.
Na fotografii vidíte kapličku Narození Panny Marie. Nachází se zde menší rybník, který byl v roce 2019 - 2020 opraven. V letech 2013, 2014 a 2015 zde probíhala oprava kanalizace.

## Osobnosti
- František Benda (1854–???), starosta obce, zemský poslanec